# 阿伊特海利利
36°39′28″N 4°18′30″E / 36.6579°N 4.3084°E

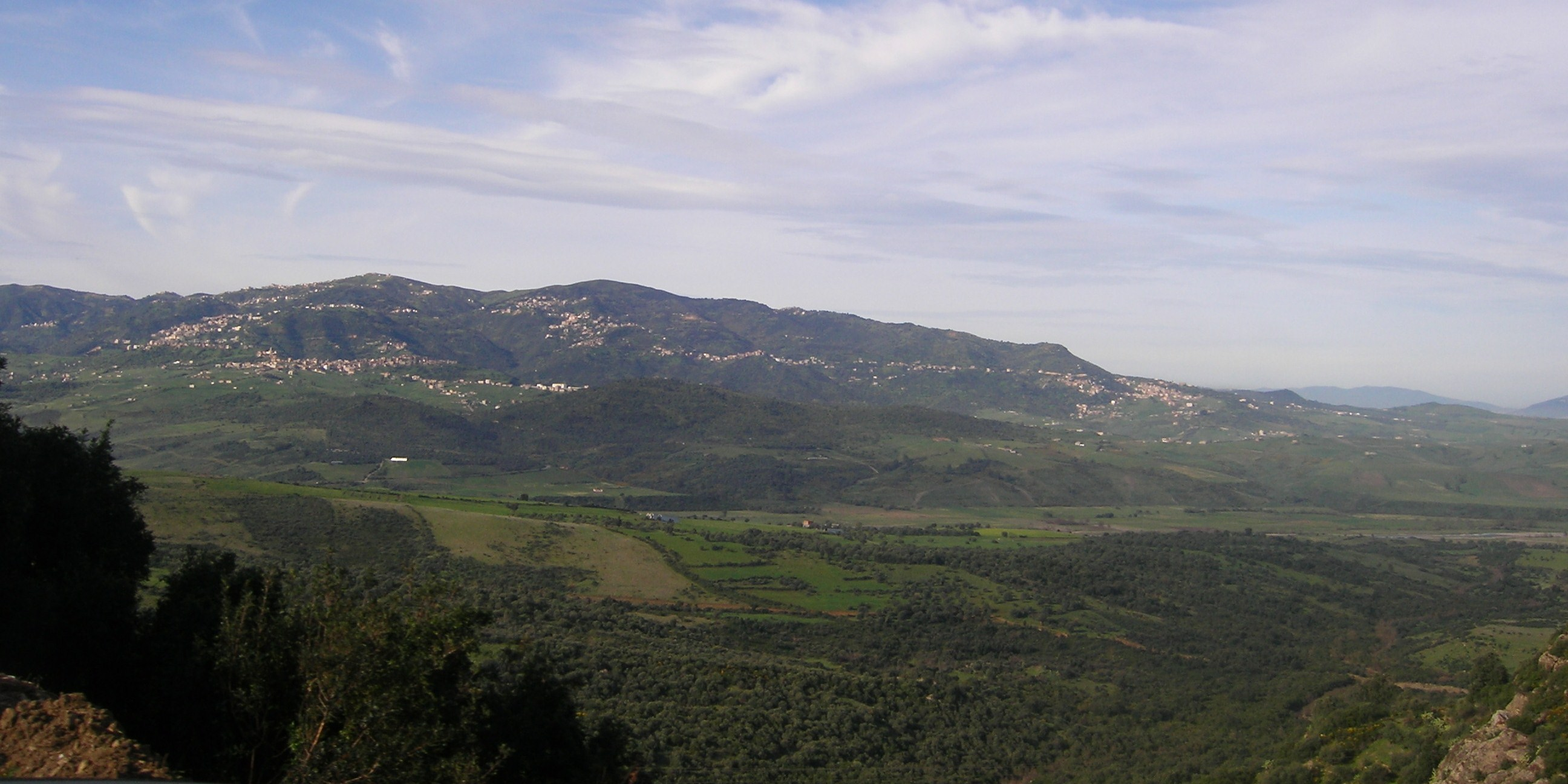
阿伊特海利利

阿伊特海利利（阿拉伯语：‎），是阿爾及利亞的城鎮，位於該國北部提濟烏祖省，由邁克拉區負責管轄，面積25平方公里，2008年人口11,627，人口密度每平方公里473人。